# Oratorio di San Nicola in Sessana
L'oratorio di San Nicola in Sessana è un piccolo oratorio romanico posto nella vallata di Sessana, a nord di Casciana di Lari.

## Storia e descrizione
Originariamente era la chiesa principale di Casciana Alta. Il piccolo oratorio si trova in grave stato di abbandono. 
L'edificio di culto è citata nel catalogo delle chiese della diocesi di Lucca del 1260 come San Niccolò a Sezzana. 
In passato si trovava alla confluenza di varie strade che collegavano i centro della zona: Casciana, Lari, Usigliano, Gramugnana.